# 乔纳森·爱德华兹 (田径运动员)
莊拿芬·大衛·愛華士，CBE（Jonathan David Edwards，1966年5月10日—）生於英格蘭倫敦，是前英國三級跳運動員，被廣泛認為是歷來最佳的三級跳男子運動員。爱德华兹自1995年即保有該項目的世界纪录及是奧運金牌運動員。

## 接受教育
愛華士入讀西巴克蘭學校（West Buckland School），在早年時期已被發現其三級跳潛能。他是一名多面手，在離校時獲頒發最高榮譽的運動及學業優異獎—福蒂斯丘獎牌（Fortescue Medal）。愛華士隨後在杜倫大學（University of Durham）的范·密耳德特書院（Van Mildert College）攻讀物理。

## 田徑生涯
對於愛華士容許自己於星期日比賽的決定，在競逐1993年的世界田径锦标赛來可說是合乎天意，因當年三級跳的初賽正正安排在星期日上演，最後愛華士在這屆比賽奪得一面銅牌。
1995年是愛華士突飛猛進的一年，首先在歐洲盃田徑錦標賽（European Cup）中跳出驚人的18.43米，這一跳因為風速超標而未獲承認為正式紀錄，但已是展開其不敗之年的徵象。愛華士在同年的世界田径锦标赛更以破紀錄的成績奪得金牌，他的首次試跳造出18.16米，成為首名正式跨越18米大關的運動員。這項紀錄只保持了20分鐘，愛華士的第二跳造出18.29米的驚人紀錄，成為首位成功跨越60英呎的運動員。愛華士在該年年尾成為BBC年度名人。
愛華士在1996年亚特兰大奥运会中以世界紀錄保持者身份成為三級跳項目的金牌大熱門，但只能以17.88米獲得一面銀牌，東道主美國的肯尼·哈里森以18.09米奪得金牌。愛華士終於在2000年悉尼奥运会中獲得金牌，但成績只是一般的17.71米，隨後愛華士獲頒授司令勳章（CBE）。
愛華士於2001年世界田径锦标赛及2002年英聯邦運動會獲得金牌。在2002年的一段時期愛華士同時擁有「四項大賽」（奥运会、世锦赛、英聯邦運動會及歐洲田徑錦標賽）的金牌。他於2003年世界田径锦标赛後退役，成為英國歷來獲取最多獎牌的田徑運動員。

## 退役生活
愛華士退役後加入傳媒工作，擔任電視節目主持人，主要為英国广播公司作運動評述及主持一個名為頌讚之歌（Songs of Praise）的宗教音樂節目，直到2007年2月因為對信仰失去信心才放棄。他是代表田徑界的伦敦奥运会組委會成員之一。

## 榮譽獎項
愛華士於2006年1月21日獲艾希特大學（University of Exeter）授予榮譽博士頭銜。同年12月19日烏爾斯特大學（University of Ulster）在其冬季畢業典禮中授予愛華士榮譽博士頭銜。

### 三級跳獎項
奥林匹克运动会
- 1996年（亚特兰大）：銀牌
- 2000年（悉尼）：金牌

友好運動會
- 1998年（紐約）：金牌
- 2001年（布里斯本）：金牌

英聯邦運動會
- 1990年（奧克蘭）：銀牌
- 1994年（維多利亞）：銀牌
- 2002年（曼徹斯特）：金牌

世界田径锦标赛
- 1993年（斯图加特）：銅牌
- 1995年（歌德堡）：金牌
- 1997年（雅典）：銀牌
- 1993年（塞維利亞）：銅牌
- 2001年（埃德蒙顿）：金牌

世界盃田徑錦標賽（IAAF World Cup）
- 1989年（巴塞罗那）：銅牌
- 1992年（哈瓦那）：金牌
- 2002年（马德里）：金牌

世界室內田徑錦標賽
- 2001年（里斯本）：銀牌

歐洲田徑錦標賽（European Championships in Athletics）
- 1998年（布达佩斯）：金牌
- 2002年（慕尼黑）：銅牌

歐洲盃田徑錦標賽（European Cup）
- 1995年（維爾諾夫達斯克）：金牌
- 1996年（马德里）：金牌
- 1997年（慕尼黑）：金牌
- 1998年（聖彼得堡）：金牌
- 1999年（巴黎）：銀牌
- 2001年（不来梅）：金牌
- 2002年（安錫）：金牌

歐洲室內田徑錦標賽（European Indoor Championships in Athletics）
- 1998年（巴倫西亞）：金牌

資料來源：sporting-heroes.net（页面存档备份，存于）

## 宗教信仰
愛華士是一名虔誠的的基督教徒，基於信仰原因在初期拒絕在星期日比賽，此舉使他錯過参加1991年的世界田径锦标赛的機會。但在1993年時，愛華士與其任職教區牧師的父親經過詳細商議後，決定改變初衷，讓神賦予他的才能在當年的世界田径锦标赛中盡情發揮。
2007年2月傳媒廣泛報導愛華士對其信仰失去信心。據每日郵報形容愛華士為一名深受基督教信仰崩潰而陷於混亂的人。而其16年的婚姻亦陷於危機中
。